# 预启动执行环境
预启动执行环境（Preboot eXecution Environment，PXE，也被称为预执行环境）提供了一种使用网络接口（Network Interface）启动计算机的机制。这种机制让计算机的启动可以不依赖本地数据存储设备（如硬盘）或本地已安装的操作系统。
PXE当初是作为Intel的有线管理体系的一部分，Intel 和 Systemsoft于1999年9月20日公布其规格（版本2.1）。通过使用像网际协议（IP）、用户数据报协议（UDP）、动态主机设定协定（DHCP）、BOOTP、小型文件传输协议（TFTP）等几种网络协议和全局唯一标识符（GUID）、通用网络驱动接口（UNDI）、通用唯一识别码（UUID）的概念并通过对客户机（通过PXE自检的电脑）固件扩展预设的API来实现目的。
PXE 客户机（client）这个术语是指机器在PXE启动过程中的角色。

## 通路
客户机的固件（如網路卡的PXE固件）通過DHCP協定找到可用的PXE啟動伺服器。在找到可用的PXE啟動伺服器後，固件会向合适的启动服务器询问網路啟動程式（NBP，Network Boot Program）的路径，并且通过TFTP协议將網路啟動程式下载到电脑的内存中，最后执行它。

## 优点
PXE被设计成适合各种计算机体系。在x86体系上，僅UEFI韌體支援PXE IPv6，傳統BIOS（Legacy BIOS）只支援PXE IPv4。

## 協議
PXE協議結合了DHCP和TFTP。DHCP用於查找合適的啟動伺服器，TFTP用於下載網路啟動程式（NBP）和附加文件。

## 资源
Specifications, RFCs and other documents about PXE:
- PXE specification - The Preboot Execution Environment specification v2.1 published by Intel & Systemsoft.
- BIS specification - The Boot Integrity Services specification v1.0 published by Intel.
- Remote Boot Protocol Draft （页面存档备份，存于） - draft of the PXE Client/Server Protocol included in the PXE specification.
- LTSP （页面存档备份，存于） - Linux Terminal Server Project
- Lan Core （页面存档备份，存于） - Open Source Thin Client solution.

## 引用
1. ↑   (PDF).   [2009-02-18]. （原始内容 (PDF)存档于2013-11-02）.
2. ↑  .   [2020-03-11]. （原始内容存档于2020-11-12）.